# Christopher Ward (relojero)
Christopher Ward London Limited, fundada por Christopher Ward, Mike France y Peter Ellis en 2004, es una empresa relojera británica. Fue la primera tienda en línea de relojes de lujo que vendía estos artículos directamente al consumidor.
Los relojes Christopher Ward se diseñan en Inglaterra y se fabrican en Suiza.
En 2015, The Sunday Times clasificó a Christopher Ward en el puesto 77 de la lista SME Export Track 100; siendo la única empresa de relojera de la lista.
En enero de 2020, se anunció la salida del cofundador Christopher Ward de la empresa. En septiembre de 2020, se anunció su participación en una nueva marca de relojes, TRIBUS, que cesó sus operaciones y se declaró en concurso de acreedores en el verano de 2022. La nueva marca había sido fundada junto a sus tres hijos, Jonathon, James y Jake.

## Historia
Christopher Ward fue fundado por Christopher Ward, Mike France y Peter Ellis en un barco a bordo del río Támesis en 2004.
Ward lanzó su primer reloj en 2005. Para diciembre de ese año, influyentes blogueros de relojes escribían más sobre Christopher Ward que sobre Rolex en el sitio web TimeZone.
La compañía fue anunciada como socio oficial de cronometraje del equipo para batir el récord de velocidad Bluebird en 2012.
Para su décimo aniversario en 2014, la compañía se fusionó con sus socios fabricantes suizos Synergies Horlogères SA, para crear Christopher Ward London Holdings Ltd. Esto culminó con el lanzamiento del primer movimiento de manufactura de Christopher Ward, el Calibre SH21, en julio de 2014. Concebido y diseñado durante cuatro años por el relojero de Christopher Ward, Johannes Jahnke, el SH21 es íntegramente de fabricación suiza. Este lanzamiento se describió como "probablemente el desarrollo más importante de una marca de relojes británica en los últimos 50 años".
Christopher Ward London fue la única empresa de relojes que figuraba en la lista SME Export Track 100 del Sunday Times, ocupando el puesto 77 en 2015.

## Modelo de negocio
Desde su lanzamiento en 2004, la empresa se consolidó como la "primera marca de relojes de lujo exclusivamente en línea del mundo". Christopher Ward eliminó a los minoristas para vender directamente a los consumidores. Gracias al ahorro en los costes tradicionales de marketing y distribución, los relojes Christopher Ward se venden con márgenes más bajos y un precio más transparente, según la empresa. La marca combina calidad técnica y valor.
Además de utilizar internet para las ventas, Christopher Ward gestiona las solicitudes de servicio al cliente a través de un formulario en línea. Una vez determinados los requisitos de servicio, el reloj se envía a los técnicos de Christopher Ward.
Un factor diferenciador de Christopher Ward es su "garantía 60/60". Este plan incluye una devolución gratuita de 60 días y una garantía del movimiento de 60 meses para los relojes comprados en su sitio web.
En el ejercicio finalizado el 31 de marzo de 2020, la empresa registró un crecimiento del 19 % en sus ingresos, alcanzando aproximadamente los 10 millones de libras esterlinas, con una producción anual de aproximadamente 20 000 relojes. Para el total de 2020, la empresa declaró unas ventas de "unos 15 millones de libras esterlinas", lo que supone un aumento del 30 % con respecto al año anterior.

## Salas de exposición
Los relojes Christopher Ward solo están disponibles en línea, por teléfono y en la sala de exposición de la empresa en Maidenhead, Berkshire. Una sala de exhibición en Nashua (Nuevo Hampshire) (EE. UU.) se cerró en marzo de 2016.

## Modelos
La compañía, a partir de 2023, produce los siguientes relojes, divididos en sus respectivas categorías:
- Sport
  - El C63 Sealander, un reloj deportivo convencional disponible en una variedad de colores con complicaciones de solo hora y GMT;
  - El Twelve, con un diseño de brazalete integrado y una esfera texturizada.
- Dive
  - El C60 Trident Pro 300, un reloj de buceo con una resistencia al agua de 300 metros;
  - El C65 Aquitaine, con un diseño clásico de reloj de buceo inspirado en modelos como Blancpain;
  - El C60 Elite 1000, un reloj de buceo de titanio con resistencia al agua de 1000 metros y una válvula de escape de helio.
- Retro
  - El C65 Dune, un reloj deportivo de inspiración vintage disponible en una variedad de colores con complicaciones de solo hora y GMT;
  - El C65 Super Compressor, que utiliza un resorte de compresión para garantizar la resistencia al agua, en lugar de las estrategias modernas convencionales;
  - El C65 Chronograph, un cronógrafo automático.
- Militar
  - El C65 Sandhurst Serie 2, un reloj de campaña disponible en acero y bronce;
  - El C60 Lympstone;
  - El C63 Colchester;
  - El C65 Dartmouth Serie 2;
  - El C65 Cranwell Serie 2.
- Varios
  - El C1 Bel Canto, que presenta una innovadora complicación de "sonnerie au passage";
  - El C1 Moonglow, que presenta una complicación de fase lunar.

## Programa CW Challenger
El programa comenzó cuando un equipo de recién graduados solicitó ayuda con su plan para escalar un nuevo pico en Tayikistán. El pico recibió el nombre de la compañía y ahora se conoce como Monte Christopher Ward.
Desde entonces, el programa Challenger se ha ampliado e incluye a Amber Hill, la joven promesa británica del tiro al plato (campeona europea en 2015); Sam Brearey, el regatista británico y campeón mundial de la clase Fireball William Satch; la medallista olímpica británica de remo (Samantha Kinghorn; el atleta paralímpico de la clase T35  y cineasta Chris Loizou (Jaguar.

## Denuncia por uso indebido de una marca registrada
El 16 de septiembre de 2018, se publicó que Jaguar demandaría a Christopher Ward por el uso del nombre registrado D-Type en uno de sus relojes.